# Песня Единого фронта
«Песня Единого фронта» (нем. Einheitsfrontlied) — песня, написанная немецким композитором Хансом Эйслером на стихи Бертольта Брехта в 1934 году, когда коммунисты Германии пытались организовать единый фронт для борьбы с нацизмом.
Первый и самый известный исполнитель песни — актёр и певец Эрнст Буш, для которого она и была написана. «Песня Единого фронта» приобрела широкую известность после исполнения её на Московском радио в 1936 году и вскоре зазвучала на разных языках. Среди её исполнителей были Поль Робсон и Ханнес Вадер.

## Текст песни
| Немецкий оригинал Und weil der Mensch ein Mensch ist, drum braucht er was zu essen, bitte sehr! Es macht ihn ein Geschwätz nicht satt, das schafft kein Essen her. Refrain: Drum links, zwei, drei! Wo dein Platz, Genosse, ist! Reih dich ein in die Arbeitereinheitsfront Weil du auch ein Arbeiter bist. Und weil der Mensch ein Mensch ist, drum braucht er auch noch Kleider und Schuh'. Es macht ihn ein Geschwätz nicht warm und auch kein Trommeln dazu. Refrain. Und weil der Mensch ein Mensch ist, drum hat er Stiefel ins Gesicht nicht gern. Er will unter sich keinen Sklaven sehn und über sich keinen Herrn. Refrain. Und weil der Prolet ein Prolet ist, drum wird ihn kein anderer befrein, es kann die Befreiung der Arbeiter nur das Werk der Arbeiter sein. Refrain. | Перевод И так как все мы люди, то должны мы — извините! — что-то есть, хотят кормить нас пустой болтовней — к чертям! Спасибо за честь! Припев: Марш левой — два, три! Встань в ряды, товарищ, к нам,— ты войдешь в наш Единый рабочий фронт, потому что рабочий ты сам! И так как все мы люди, то нужны нам башмаки без заплат, и нас не согреет треск речей под барабанный раскат! Припев. И так как все мы люди, не дадим нас бить в лицо сапогом! Никто на других не поднимет плеть, и сам не будет рабом! Припев. И если ты — рабочий, то не жди, что нам поможет другой, — себе мы свободу добудем в бою своей рабочей рукой! Припев. (Перевод С. Болотина и Т. Сикорской (около 1935)) |

## Современное использование
- Песня использовалась в качестве гимна российской партией РОТ фронт.[2]
- Песня стала неформальным гимном движения «Оккупируй Уолл-стрит» в США (осень 2011)